# Cralopa colliveri
Cralopa colliveri är en snäckart som först beskrevs av Madeleine Gabriel 1947.  Cralopa colliveri ingår i släktet Cralopa och familjen Charopidae. IUCN kategoriserar arten globalt som sårbar. Inga underarter finns listade i Catalogue of Life.